# Lijst van geregistreerde aanduidingen voor Provinciale Statenverkiezingen (Limburg)
Hieronder staat een lijst van geregistreerde aanduidingen voor Provinciale Statenverkiezingen in de Nederlandse provincie Limburg.
Het stelsel dateert van 1989 (het jaar van inwerkingtreding van de Kieswet). De aanduidingen worden met een oplopend nummer door het centraal stembureau van de provincie in een register ingeschreven; zij worden vervolgens gepubliceerd in de Staatscourant.
Een organisatie die een aanduiding heeft laten registreren in het landelijke register voor de Tweede Kamerverkiezingen is tevens gerechtigd met deze aanduiding zonder nadere registratie deel te nemen aan verkiezingen voor de Provinciale Staten.
Een organisatie die een aanduiding heeft laten registreren in het provinciale register is tevens gerechtigd met deze aanduiding zonder nadere registratie deel te nemen aan gemeenteraadsverkiezingen in die provincie.
Kleurcodering
-  is in de zittingsperiode 2019-2023 vertegenwoordigd in de Provinciale Staten van Limburg;
-  is in het verleden vertegenwoordigd geweest in de Provinciale Staten;
-  heeft deelgenomen aan verkiezingen voor de Provinciale Staten zonder een zetel te behalen;
-  heeft niet deelgenomen aan verkiezingen voor de Provinciale Staten;[b]
-  is ingeschreven ná de laatst gehouden verkiezingen voor de Provinciale Staten.

| Registratie- nummer | Huidige of laatste aanduiding          | Vorige aanduiding(en)                                      | Ingeschreven      | Geschrapt       |
| ------------------- | -------------------------------------- | ---------------------------------------------------------- | ----------------- | --------------- |
| 1                   | Partij Nieuw Limburg (PNL)             | Partij Nieuw Limburg (tot 22 september 1995)               |                   | [ c ]           |
| 2                   | Partij KANS Limburg                    |                                                            | 25 september 1997 | 4 maart 1999    |
| 3                   | S.O.L.                                 | Samenwerkende Ouderenpartij Limburg (tot 14 december 1998) | 4 december 1997   | 8 juli 2003     |
| 4                   | Leefbaar Limburg                       |                                                            | 2 januari 2002    | 8 juli 2003     |
| 5                   | Limburgs Belang                        |                                                            | 13 december 2006  | 30 oktober 2013 |
| 6                   | Partij voor Leefbaarheid en Democratie |                                                            | 20 december 2013  |                 |
| 7                   | LOKAAL-LIMBURG                         |                                                            | 24 november 2014  |                 |
| 8                   | Volkspartij Limburg                    |                                                            | 17 december 2014  |                 |
| -                   | StemNL                                 |                                                            | 17 december 2014  | [ c ]           |
| -                   | Limburgse Senioren Partij (LSP)        |                                                            | 1 december 2022   |                 |
| -                   | AWP voor water, klimaat en natuur      |                                                            | 12 december 2022  |                 |